# Giannicolò Conti
Giannicolò Conti (né en 1617 à Poli (Italie) et mort le 20 janvier 1698 à Ancône) est un cardinal italien du XVIIe siècle.
Il est de la famille des papes Innocent III, Grégoire IX et Alexandre IV. Il est l'oncle du pape Innocent XIII, le neveu du cardinal Carlo Conti (1604) et l'oncle du cardinal Bernardo Maria Conti (1721). D'autres cardinaux de sa famille sont Giovanni dei conti di Segni (1200), Ottaviano dei conti di Segni (1205), Lucido Conti (1411) (pseudo-cardinal), Giovanni Conti (1483) et Francesco Conti (1517).

## Biographie
Giannicolò Conti est commissaire de l'armée auprès des légations de Bologne, Ferrare et Ravenne, référendaire au tribunal suprême de la Signature apostolique en 1652, vice-légat pontifical à Avignon (de 1655 à 1659) et gouverneur de Rome (de 1662 à 1666).
Le pape Alexandre VII le crée cardinal in pectore lors du consistoire du 14 janvier 1664. Sa création est publiée le 15 février 1666.
Le cardinal Conti participe au conclave de 1667 (élection de  Clément IX), au conclave de 1669-1670 (élection de Clément X), au conclave de 1676 (élection d'Innocent XI), au conclave de 1689 (élection d'Alexandre VIII) et au conclave de 1691 (élection d'Innocent XII).